# Stefanowo (rejon głębocki)
Stefanowo (biał. Стафанова; ros. Стефаново) – wieś na Białorusi, w obwodzie witebskim, w rejonie głębockim, w sielsowiecie Podświle.

## Historia
W czasach zaborów wieś w gminie Głębokie, w powiecie dzisieńskim, w guberni wileńskiej Imperium Rosyjskiego.
W latach 1921–1945 wieś leżała w Polsce, w województwie wileńskim, w powiecie dziśnieńskim, w gminie Głębokie, od 1929 roku w gminie Plisa.
Według Powszechnego Spisu Ludności z 1921 roku zamieszkiwały tu 42 osoby, 10 było wyznania rzymskokatolickiego, 32 prawosławnego. Jednocześnie 10 mieszkańców zadeklarowało polską przynależność narodową, 32 białoruską. Było tu 9 budynków mieszkalnych. W 1931 w 8 domach zamieszkiwało 45 osób.
Wierni należeli do parafii rzymskokatolickiej i prawosławnej w Głębokiem. Miejscowość podlegała pod Sąd Grodzki w Głębokiem i Okręgowy w Wilnie; właściwy urząd pocztowy mieścił się w Głębokiem.
W wyniku napaści ZSRR na Polskę we wrześniu 1939 miejscowość znalazła się pod okupacją sowiecką. 2 listopada została włączona do Białoruskiej SRR. Od czerwca 1941 roku pod okupacją niemiecką. W 1944 miejscowość została ponownie zajęta przez wojska sowieckie i włączona do Białoruskiej SRR.
Od 1991 w składzie niepodległej Białorusi.